# Chevauchée
Una chevauchée (pronunciación en francés: /ʃəvoʃe/, "cabalgada") era un método de incursión propio de la guerra medieval para debilitar al enemigo, principalmente mediante incendio y pillaje en el territorio enemigo para reducir la productividad de una región, en oposición a la guerra de asedio o guerras de conquista. La chevauchée podía usarse como una manera de forzar al enemigo a luchar, o como medio de desacreditar el gobierno del enemigo y separar a los súbditos de su lealtad. Esto usualmente causaba una huida masiva de refugiados a castillos y ciudades fortificadas, que quedarían al margen de la chevauchée. El uso de este tipo de incursiones declinó a finales del siglo XIV cuando el centro de atención de las guerras se desplazó a los asedios. 
En la península ibérica este tipo de incursión se llamaba normalmente una cabalgada (ortografía antigua: cavalgada). La razzia de  Ghazi está considerada habitualmente como una forma de lucha parecida que sirve al mismo propósito.

## Usos tempranos
La chevauchée ha ganado reconocimiento por su uso durante la guerra de los Cien Años entre el reino de Inglaterra y el de Francia. No era una táctica nueva y se había usado antes muchas veces; por ejemplo Guillermo el Conquistador había usado esta táctica antes de la batalla de Hastings para provocar que Harold plantase batalla. La diferencia radica en que durante la guerra de los Cien Años se usó con más frecuencia, a una escala mayor y más sitemáticamente que antes.
Los ingleses usaron la chevauchée en lugar de levantar un ejército más amplio, y se llevó a cabo particularmente por grupos pequeños de soldados a caballo, raramente más de unos miles de hombres. Esta fue la estrategia inglesa característica en los años 1340 y 1350 después de haber sido utilizado antes por las fuerzas de Eduardo III de Inglaterra en la segunda guerra de independencia escocesa.[cita requerida]
En parte debido a estas tácticas, los franceses se vieron obligados a entablar batalla en Crécy.
La chevauchée no fue usada en exclusiva por los ingleses; a veces también la emplearon los franceses. La táctica se centraba en minar la autoridad del gobierno enemigo y destrozar sus recursos cenntrándose en tomar rehenes y otros bienes materiales más que implicarse en batallas militares a gran escala.
En la cultura beduina medieval, ghazwa era una forma de guerra limitada que bordeaba en el bandolerismo que evitaba confrontaciones directas y en lugar de ello ponía el énfasis en las incursiones y el saqueo. El poeta al-Kutami de la época omeya escribió unos versos frecuentemente citados: "Es nuestra tarea hacer incursiones contra el enemigo, contra nuestro vecino y nuestro propio hermano, si no encontramos a nadie más que saquear que a nuestro hermano." William Montgomery Watt formula la hipótesis de que Mahoma encontraba útil para distraer de esta continua guerra interna hacia los no musulmanes haciendo de ello la base de la guerra santa islámica. Como una forma de guerra, la razzia fue entonces imitada por los estados cristianos de la península ibérica en sus relaciones con los reinos de taifas.
Una incursión a gran escala organizada por el rey cristiano en territorio musulmán se llamaba un fonsado; quizá esta sea la palabra más antigua usada para tales incursiones. Por contraste, la palabra cabalgada fue introducida más tarde para denotar una incursión menor, cuyo principal propósito era el saqueo. La voz algara se refiere o bien a una partida de saqueo, o quizá a un saqueo a menor escala aún. Un cronista cristiano del siglo XII escribió: "Cada día amplios cuerpos de caballeros abandonan los castillos en lo que llamamos algarades y merodean lejos y ampliamente saqueando todo el territorio de Sevilla, Córdoba y Carmona, y prendiéndole fuego a todo."
Un ejemplo ibérico del siglo XIII de una incursión llamada cavalgada es la operación lanzada por orden de Fernando III de Castilla en abril de 1231. Salió de Andújar, y avanzó primero hacia Córdoba, dejando un rastro de destrucción a su paso. Los saqueadores golpearon Palma del Río, matando a muchos de sus habitantes. De ahí en adelante llegaron hasta Sevilla, que sobrepasaron en su camino hacia Jerez y Vejer. Cuando fueron interceptados por un ejército de Ibn Hud cerca del río Guadalete, tuvo lugar la batalla de Jerez. Los saqueadores castellanos lograron vencer al ejército moro y se retiraron con el botín, no antes de haber matado a todos los prisioneros. El saqueo y la batalla fueron descritas ampliamente en las crónicas de Alfonso X el Sabio.

## Desarrollo
Según el historiador Kelly DeVries, las tácticas de chevauchée se desarrollaron para convertirse en una estrategia regular en la guerra de los Cien Años después de la peste negra, cuando Eduardo III de Inglaterra ya no tenía tropas suficientes para implicarse en grandes batallas regulares. 
Tácticas específicas fueron "una rápida incursión de caballería a través del campo con la intención de saquear pueblos y ciudades sin fortificar, destruyendo cosechas y casas, tomando el ganado, y en general desordenando y aterrorizando a la sociedad rural. La mayor parte de las tropas usadas en una chevauchée durante la guerra de los Cien Años fueron de caballería ligera o hobelars. Los grupos mercenarios conocidos como las "compañías libres" fueron también destacadas usando la chevauchée. Estas tácticas habían sido usadas con éxito contra los ingleses por los escoceses en las guerras de independencia de Escocia, especialmente en el saqueo del norte de Inglaterra por James Douglas, Lord Douglas y Thomas Randolph, I conde de Moray.

## Usos destacados
Aunque a menudo se consideró que era una táctica propia de los mercenarios, la chevauchée fue también utilizada de forma notoria por famosos capitanes medievales. 

### Guerra de los dos Pedros
Durante la guerra de los dos Pedros, un período de lucha casi constante entre 1356 y 1379 en España, las fuerzas del reino de Castilla continuamente destruyeron el grano, los olivos y los viñedos del reino de Valencia hasta que no quedaba nada por cosechar. La palabra española para este tipo de operación era cavalgada. Una cavalgada, sin embargo, no se refería estrictamente a una operación por tropas de caballería; podía referirse a una incursión por sorpresa llevada a cabo por la infantería sola. Después del año 1340 había acabado la primera fase de la Reconquista, y durante más de un siglo, la guerra entre Granada y sus vecinos cristianos consistió en gran medida en cavalgadas y razzias.

### La guerra de los Cien Años
Los ejércitos ingleses a menudo recurrieron a la chevauchée durante la guerra de los Cien Años con Francia. Tras la caída de Calais en manos de los ingleses en 1347, Eduardo III de Inglaterra lanzó incursiones hacia el interior de Francia pues notaba la debilidad francesa. El príncipe de Gales llevó su fuerza montada hasta el Artois, mientras Enrique de Grosmont primer duque de Lancaster, quemó Fauquembergues hasta sus cimientos.
Poco después, Eduardo III decidió liderar una gran cabalgada con todo su ejército hasta el corazón de Francia desde Calais a comienzos de septiembre. Sin embargo, la fecha prevista llegó y pasó, porque aunque la moral estaba alta, sus fuerzas estaban tan agotadas como las francesas. Se acordó una tregua entre ingleses y franceses en ese mismo mes, lo que desagradó a parte de su ejército, deseoso de obtener botín.
En 1355-1356, Eduardo, el príncipe de Gales, lideró una cabalgada desde Burdeos hasta la costa del Mediterráneo francés, provocando una gran destrucción y otro desafío a la supremacía francesa. Se erigieron más defensas en torno a Tours para evitar que el príncipe atacara la ciudad. .
Durante los años 1370, los ingleses lanzaron cabalgadas lideradas por Robert Knolles y Juan de Gante, primer duque de Lancaster, el tercer hijo superviviente de Eduardo III, pero se consiguió poco militarmente. 

#### Campaña del príncipe de Gales en 1355
La chevauchée que Eduardo de Woodstock, príncipe de Gales, llevó a cabo en el otoño de 1355 fue una de las más destructivas en la historia militar inglesa. 
Arrancó de Burdeos, viajó hacia el sur adentrándose en tierras controladas por Juan I de Armañac con Tolosa como aparente último objetivo. Eduardo marchó con una fuerza anglo-gascona de cinco mil hombres. Devastó las tierras de Armañac y también despojó el condado de Foix antes de volverse hacia el este, entrando en el Languedoc.
El conde de Armañac refozó sus fortalezas en lugar que implicarse en batalla con Eduardo. Los residentes de Tolosa se prepararon para un asedio cuando vieron que Eduardo se acercaba, pero el príncipe de Gales no estaba equipado para sostener un asedio difícil y sobrepasó la ciudad, cruzando dos ríos al sur que los franceses consideraban impasables por una gran fuerza y de ahí que los dejaran desguarnecidos. 
Eduardo continuó hacia el sur, saqueando y quemando y causando gran cantidad de caos. Mientras las fuerzas de Armañac permanecía en Tolosa, Eduardo volvió a cruzar los dos ríos sin gran molestia. Sólo después de que quedara claro que Eduardo se marchaba, acosó Armañac a los ingleses. Después de esta campaña, Armañac fue regañado por Jaime I de La Marche, condestable de Francia y perdió gran favor entre la gente de Tolosa por su cobardía y falta de liderazgo.
El resultado de esta chevauchée del príncipe de Gales fue que la importante ciudad de Tolosa se dio cuenta de que quedaba merced a sus propios recursos para protegerse y se vieron obligados a ser autosuficientes desde el punto de vista militar. Este proceso se repitió por toda Francia cuando se producían cabalgadas. Tolosa se convirtió en una parte esencial de la seguridad del país durante los siguientes dos siglos.[cita requerida] La chevauchée de 1355 fue la única vez a lo largo de la guerra de los Cien Años que Tolosa estuvo seriamente amenazada. 
A diferencia de grandes ciudades como Tolosa, los pueblos de la Francia rural no estaban construidos ni organizados para defenderse. Estas pequeñas localidades carentes de fortificaciones, eran un objetivo mucho más atractivo para una cabalgada. En ausencia de grandes murallas, los pueblos escogían un edificio, a menudo una iglesia de piedra, en la que defenderse. Rodeaban la iglesia con zanjas y almacenaban ballestas y piedras dentro. Incluso con estas medidas, los campesinos no tenían muchas oportunidades frente a los guerreros profesionales que llevaban a cabo una chevauchée. Incluso si las medidas de defensa eran buenas durante un tiempo, la resistencia no podía ser mantenida durante mucho tiempo y rendirse tras una fuerte resistencia era a menudo más costoso que rendirse inmediatamente. Mientras que a los nobles y los caballeros se los tomaba como rehenes para pedir rescate, los campesinos lo más probable era que no pudieran pagar un rescate por el que mereciera la pena que el saqueador le tomara como rehén, en lugar de simplemente matarlo. Por lo tanto no es sorprendente que las villas rurales presentaran la resistencia que pudieran, aunque fuera pequeña.

#### Campaña del príncipe de Gales en 1356
En el verano de 1356, el príncipe de Gales emprendió una segunda gran chevauchée. Esta también carecía de un objetivo claro. Se calcula que Eduardo tenía a sus órdenes unos siete mil hombres. La chevauchée comenzó el 4 de agosto de 1356, contra la ciudad de Bourges. Se diferencia de la anterior en que, además de saquear e incendiar, se emprendieron acciones militares contra objetivos alejados del cuerpo principal de la fuerza. Eduardo quemó los suburbios de Bourges, pero no capturó la ciudad. Sin embargo, tomó una ciudad menor como era Audley.
Varias fuerzas menores de caballeros franceses fueron derrotadas y Eduardo se detuvo para asediar y capturar la pequeña ciudad de Romorantin, donde varios líderes franceses estaban refugiados. Para entonces, el ejército de Juan II de Francia ya estaba en su persecución.
Eduardo marchó hacia el oeste, a lo largo del río Loira a Tours, incendiando los suburbios antes de marchar al sur. Para entonces el ejército francés sólo estaba a unos cincuenta kilómetros y tenía números superiores. Los franceses siguieron más rápido que lo que marchaban los ingleses. Para el 18 de septiembre de 1356, Eduardo entró en Poitiers. Al día siguiente fuera de la ciudad tuvo lugar la batalla de Poitiers, que resultó ser una gran victoria inglesa con la captura del rey Juan II, quien finalmente moriría en cautividad después de que su gran rescate, dos veces los ingresos anuales de Francia, quedase sin pagar.

#### La campaña de Juan de Gante en 1373
En agosto de 1373, Juan de Gante, acompañado por Juan de Montfort, duque de Bretaña, lideró una fuerza de nueve mil hombres saliendo desde Calais para emprender una gran chevauchée. Aunque inicialmente tuvo éxito pues las fuerzas francesas concentradas para oponérseles eran insuficientes, los ingleses empezaron a encontrar más resistencia cuando se desplazaron hacia el sur. Las fuerzas francesas comenzaron a concentrarse alrededor de la fuerza inglesa pero, con órdenes específicas del rey Carlos V, los franceses evitaron entablar batalla. En lugar de ello, cayeron sobre fuerzas aisladas del cuerpo principal para incursionar o forrajear. Los franceses siguieron a los ingleses y, en octubre, los ingleses se encontraron atrapados contra el río Allier por cuatro fuerzas francesas separadas. Con cierta dificultad, los ingleses cruzaron por el puente de Moulins pero perdieron todo su bagaje y botín. Los ingleses siguieron adelante hacia el sur cruzando la meseta del Lemosín pero el tiempo se estaba volviendo severo. Hombres y caballos murieron en gran cantidad y muchos soldados, obligados a marchar a pie, se deshicieron de su armadura. A comienzos de diciembre, el ejército finalmente entró en territorio aliado en Gascuña. Para finales de diciembre estaban en Burdeos, hambrientos, mal equipados y habiendo perdido más de la mitad de los 30.000 caballos con los que habían dejado Calais. Aunque la marcha cruzando Francia fue una hazaña notable, fue un fracaso militar.

#### Campaña del conde de Buckingham en 1380
En julio de 1380 Tomás de Woodstock, conde de Buckingham, comandó una expedición a Francia para ayudar al aliado de Inglaterra, el duque de Bretaña. Los franceses rechazaron entablar batalla ante las murallas de Troyes el 25 de agosto, de manera que las fuerzas de Buckingham siguieron su cabalgada y en noviembre asediaron Nantes. Sin embargo, el esperado apoyo del duque de Bretaña no apareció y, ante las intensas pérdidas tanto de hombres como de caballos se vio obligado a abandonar el asedio en enero de 1381. En febrero de 1381 Bretaña, reconciliada con el régimen del nuevo rey francés, Carlos VI, pagó 50.000 francos a Buckingham para que abandonara el sitio y la campaña.

#### En el siglo XV
Las campañas francesas de Enrique V de Inglaterra proporcionaron nuevas oportunidades para el uso de la chevauchée por parte de los ejércitos ingleses. Un ejemplo particularmente exitoso en marzo de 1416 llevó a la batalla de Valmont. Para la década de 1420, muchas ciudades importantes francesas estaban bajo control inglés, incluyendo Caen, Falaise, Cherbourg y Ruan. Esto hizo que fuera menos necesario recurrir a cabalgadas para conquistar Francia. Tras la muerte de Enrique, la situación mejoró para los franceses. Sir John Fastolf, un experimentado comandante inglés, propuso en un memorando de 1435 volver a la táctica agresiva de chevauchée. Sus recomendaciones, sin embargo, no fueron asumidas.

## En la cultura popular
Un juego de mesa de guerra en miniatura llamado Chevauchée, diseñado para simular la acción asociada con este término, fue publicada por la compañía de desarrollo de juegos Skirmisher Publishing LLC.

## Para saber más
- Allmand, Christopher (1988). The Hundred Years War: England and France at War c. 1300-c. 1450. Cambridge: Cambridge University Press. ISBN 0-521-26499-5.